# Ниппен Бат
Ниппен Бат (кхмер. និព្វានបាទ, 1291 — 1346) или Нирвана Пада — правитель Кхмерской империи (1340—1346).
Полное тронное имя — Brhat Pada Samdach Sdach Rajankariya Brhat Parama Nirvana Pada Paramanatha Parama Bupati.

## Биографии
Родился в 1291 году, был старшим сыном короля Нея Трасака Пэма Чая. Согласно королевским хроникам, он стал преемником своего отца, а за время его шестилетнего правления Кхмерская империя в результате восстания тайцев, по всей видимости, утратила все свои сиамские владения. Преемником Ниппена Бата стал Ситхеан Реатеа.

## Потомки
Ниппеан Бат имел троих сыновей:
- Лампонг Реатеа
- Сориотей I